# Kathedrale von Tournai

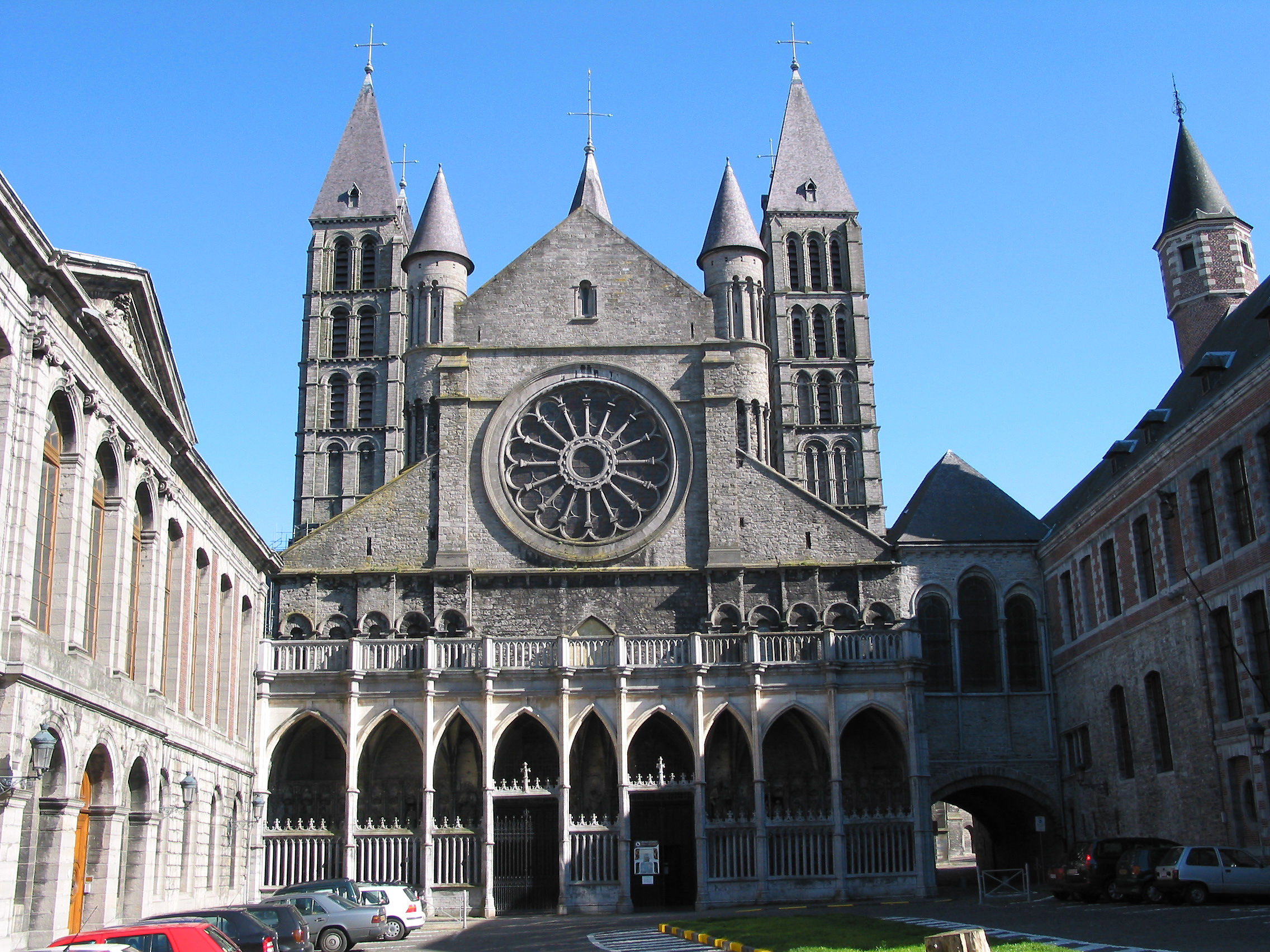
Westfassade mit Rosenfenster und gotischer Vorhalle

Die Kathedrale Notre-Dame de Tournai (deutsch Unsere Liebe Frau zu Tournai) ist ein der Jungfrau Maria geweihter Dom in der belgischen Stadt Tournai und Sitz des gleichnamigen Bistums. Sie ist ein Meisterwerk der Scheldegotik und zählt zu den bedeutenden kulturhistorischen Monumenten in Westeuropa.

## Architektur
Markante Kennzeichen des Bauwerks sind das außerordentlich große romanische Kirchenschiff, die in Konchen schließenden Querschiffe, die zentrale Turmgruppe aus Vierungsturm und vier flankierenden Glockentürmen und der hochgotische Chor. Im Unterschied zu den Prinzipien der Scheldegotik zeigt nur das Innere der Vierung einen Übergangsstil, ansonsten sind die Baustile in verschiedenen Gebäudeteilen räumlich voneinander getrennt. Die Kathedrale wurde im Jahr 2000 zum UNESCO-Weltkulturerbe erklärt.

## Geschichte

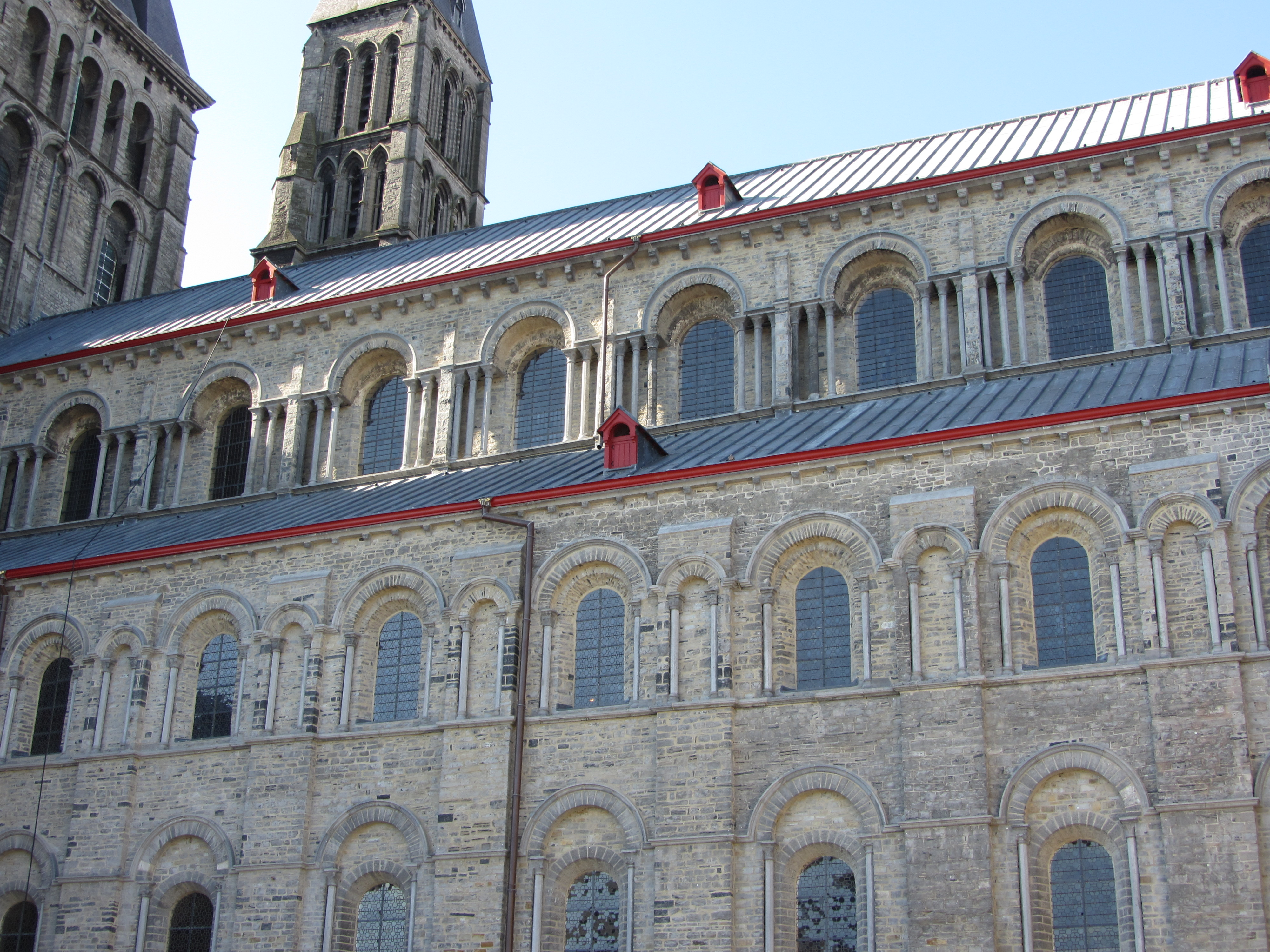
Romanisches Kirchenschiff

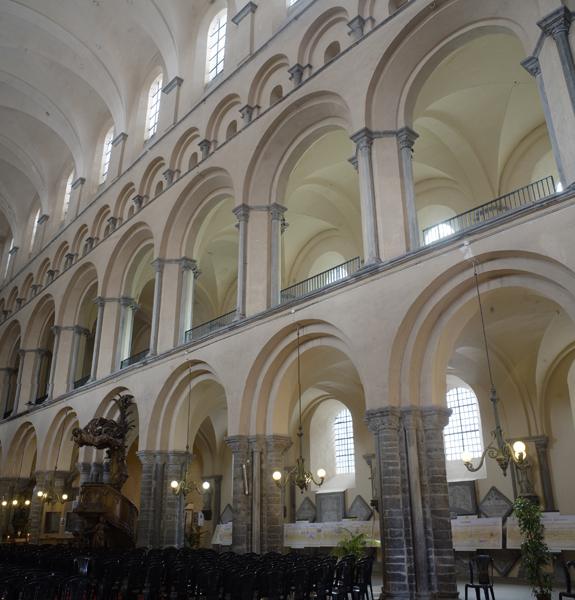
Emporenbasilika mit Kreuzgratgewölben

Zunächst war das geistliche Zentrum von Tournai die Benediktinerabtei St. Martin gewesen. Dort bestand eine wichtige Klosterschule, an der im 11. Jahrhundert Odo von Cambrai und im 12. Jahrhundert Alulfus von Tournai lehrten.
Im Jahr 1146 wurde auf Entscheidung des Papstes Eugen III. durch Abspaltung aus dem Bistum Noyon das Bistum Tournai eingerichtet. Die heutige Kathedrale war damals schon in Bau, Ausdruck des zunehmenden Marienkultes und vielleicht auch schon in Erwartung der Bistumsgründung. 1171 wurde die romanische Basilika geweiht, von der wichtige Teile bis heute erhalten sind. Das Langhaus ist eine Emporenbasilika und in allen Teilen mit rundbogigen Kreuzgratgewölben gedeckt. Die Außengestaltung der Obergaden folgt, für Zeit und Region ungewöhnlich, den Formen des Syrischen Architravs. Beide Arme des Querhauses enden in apsisartigen Konchen. Das Querhaus wurde erst zu Beginn des 13. Jahrhunderts eingewölbt, anschließend der Vierungsturm und die vier Flankentürme begonnen. Die Vierung hat über den Kreuzarmen ein romanisches Triforium, ist aber schon mit einem gotischen Kreuzrippengewölbe gedeckt. Der Baukörper des romanischen Baus mit Übergang zur Frühgotik entsprach etwa den Dreikonchenanlagen mehrerer Kölner Basiliken.
Unter dem Bischof Walter de Marvis wurde ab 1243 der romanische Chor durch den heutigen, größeren hochgotischen ersetzt und dieser 1255 geweiht. Anfang des 14. Jahrhunderts erhielt die abgesehen von zwei zierlichen Rundtürmchen turmlose Westfassade ihre gotische Vorhalle, und bis 1325 entstanden noch zwei Seitenkapellen im gotischen Stil.
Im 16. Jahrhundert schufen der flämische Bildhauer und Architekt Cornelis Floris II. den Lettner im Stil der Renaissance und Arnold von Nijmegen zwei Fensterzyklen in den Querschiffen.

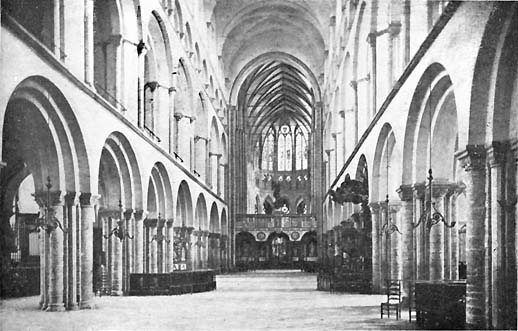
Sicht aus dem Schiff in den Chor

## Bautechnische Daten
- Höhe der Türme: 83 m
- Höhe des Mittelschiffs: 26 m
- Länge des Mittelschiffs: 48 m
- Breite des Mittelschiffs: 20 m
- Höhe des Chors: 58 m
- Breite des Chors: 36 m
- Höhe des Querschiffs: 48 m
- Länge des Querschiffs: 66,5 m
- Breite des Querschiffs: 14 m
- Länge der gesamten Kirche: 134 m

## Orgel
Auf der Empore im hinteren Teil der Kathedrale befindet sich eine Orgel, die 1854 von Pierre-Alexandre Ducroquet erbaut wurde. Sie verfügt über 40 Register auf drei Manualen und Pedal. Das Vorgängerinstrument war 1768 von Pieter van Peteghem für die Abtei Affligem gebaut worden und kam nach deren Auflösung 1808 nach Tournai. Die heutige Orgel umrahmt mit ihrem Prospekt teilweise die Fensterrose der Westfassade.

## Türme und Glocken

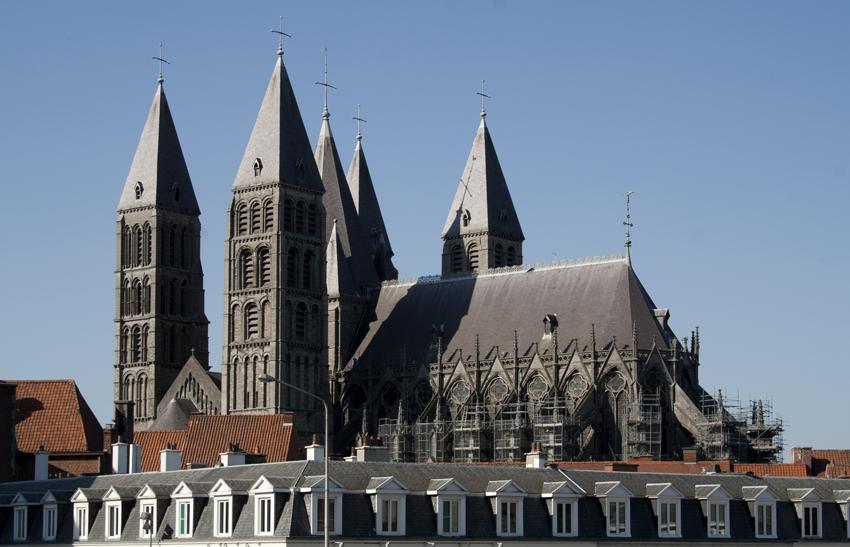
Vierungsturm mit vier Flankentürmen und gotischer Chor

Die Kathedrale hat insgesamt fünf Türme. Im Unterschied zu vielen anderen Kathedralen aus dem Mittelalter fehlen diesem Kirchengebäude Doppeltürme an der Westfassade, die allerdings ursprünglich geplant waren. Dort befinden sich heute lediglich zwei kleine Rundtürmchen. Die vorhandenen Türme befinden sich auf der Vierung und um die Vierung herum. Sie haben folgende Namen: Tour Lanterne (Vierung), Tour Marie, Tour de la Treille, Tour Brunin und Tour St-Jean (Flankentürme im Uhrzeigersinn, beginnend rechts vorne in Blickrichtung Altar).

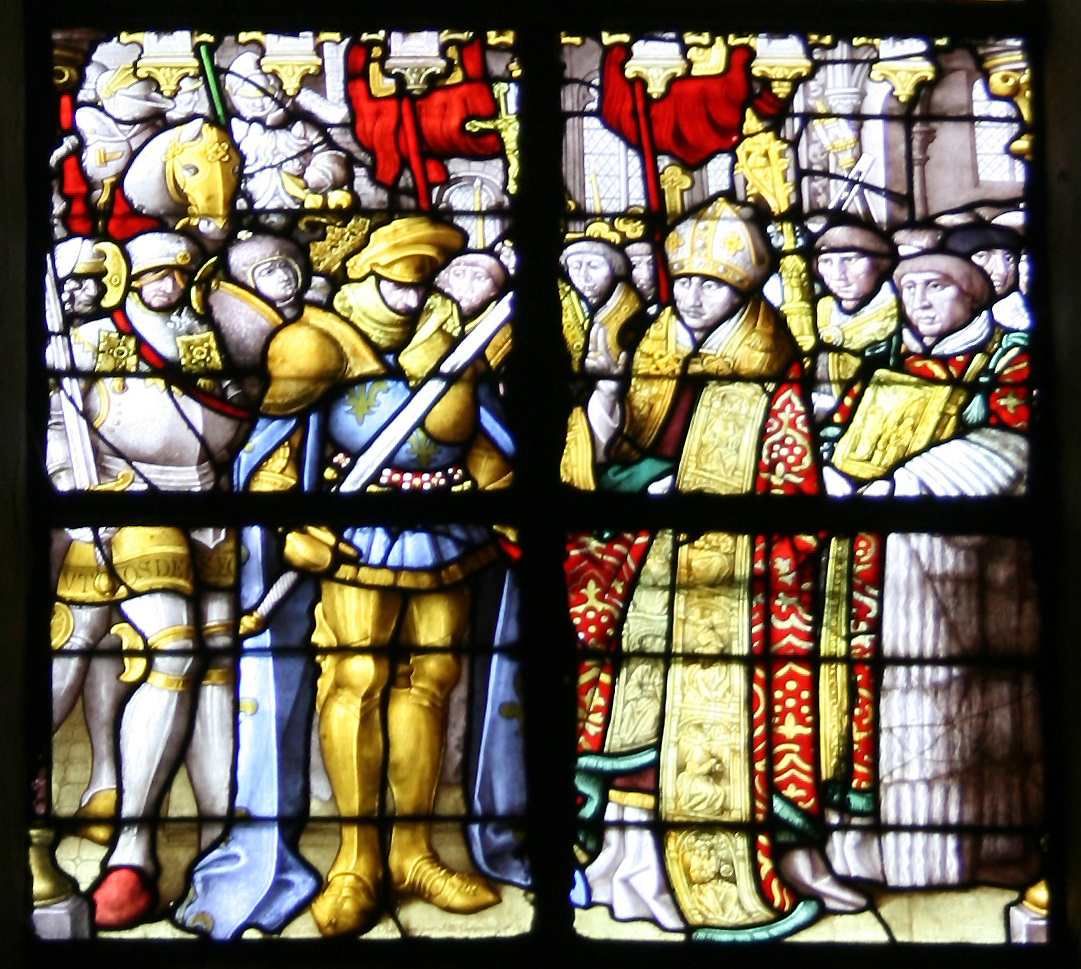
König Chilpric erhält den Segen des Bischofs von Tournai (Arnold von Nijmegen, 1507, Glasfenster im Querschiff der Kathedrale)

Von den einst zehn Glocken haben nur drei historische die Beschlagnahme der deutschen Besatzer im Jahr 1943 überstanden. 1947 und 1976 wurden diese Glocken durch zwei Neuzugänge ergänzt. Alle vorhandenen Glocken des fünfstimmigen Glockengeläuts sind im Turm „Marie“ untergebracht.

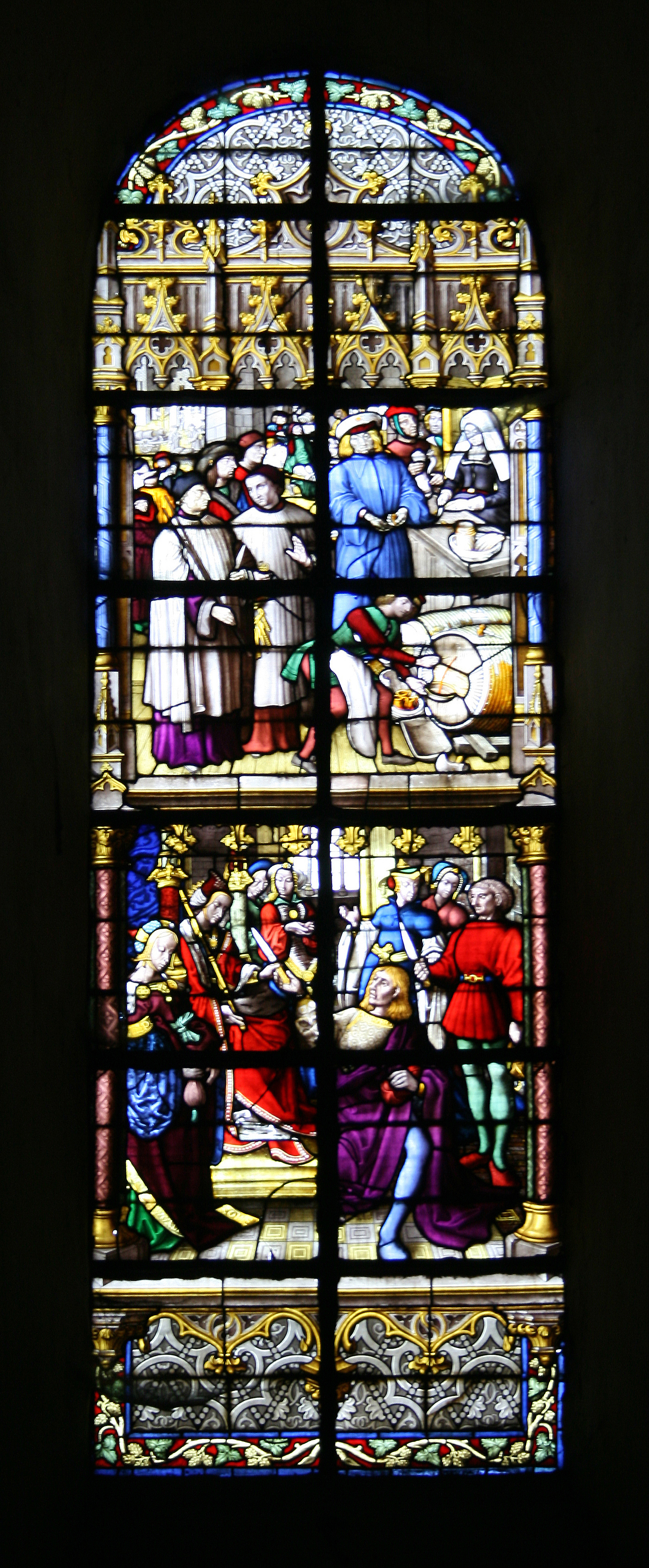
Eintreibung der Getränkesteuer (Arnold von Nijmegen, Glasfenster des Querschiffes)

Überblick
| Glocke | Name                                 | Gussjahr | Gießer, Gussort                  | Gewicht | Schlagton |
| ------ | ------------------------------------ | -------- | -------------------------------- | ------- | --------- |
| 1      | Marie-Gasparine, auch Marie-Pontoise | 1843     | Frères Drouot, Tournai           | 9100 kg | F°        |
| 2      | Marie-Étienne                        | 1947     | Gießerei Michiels, Tournai       | 4608 kg | A°        |
| 3      | Marie-Nicolas, Magrite genannt       | 1737     | Gießerei Barbieux, Ort unbekannt | 2500 kg | d′        |
| 4      | Catherine                            | 1976     | Gießerei Sergeys, Löwen          | 2010 kg | cis′      |
| 5      | Marc                                 | 1617     | Gießer unbekannt, Tournai        | 0250 kg | c″        |

## Galerie

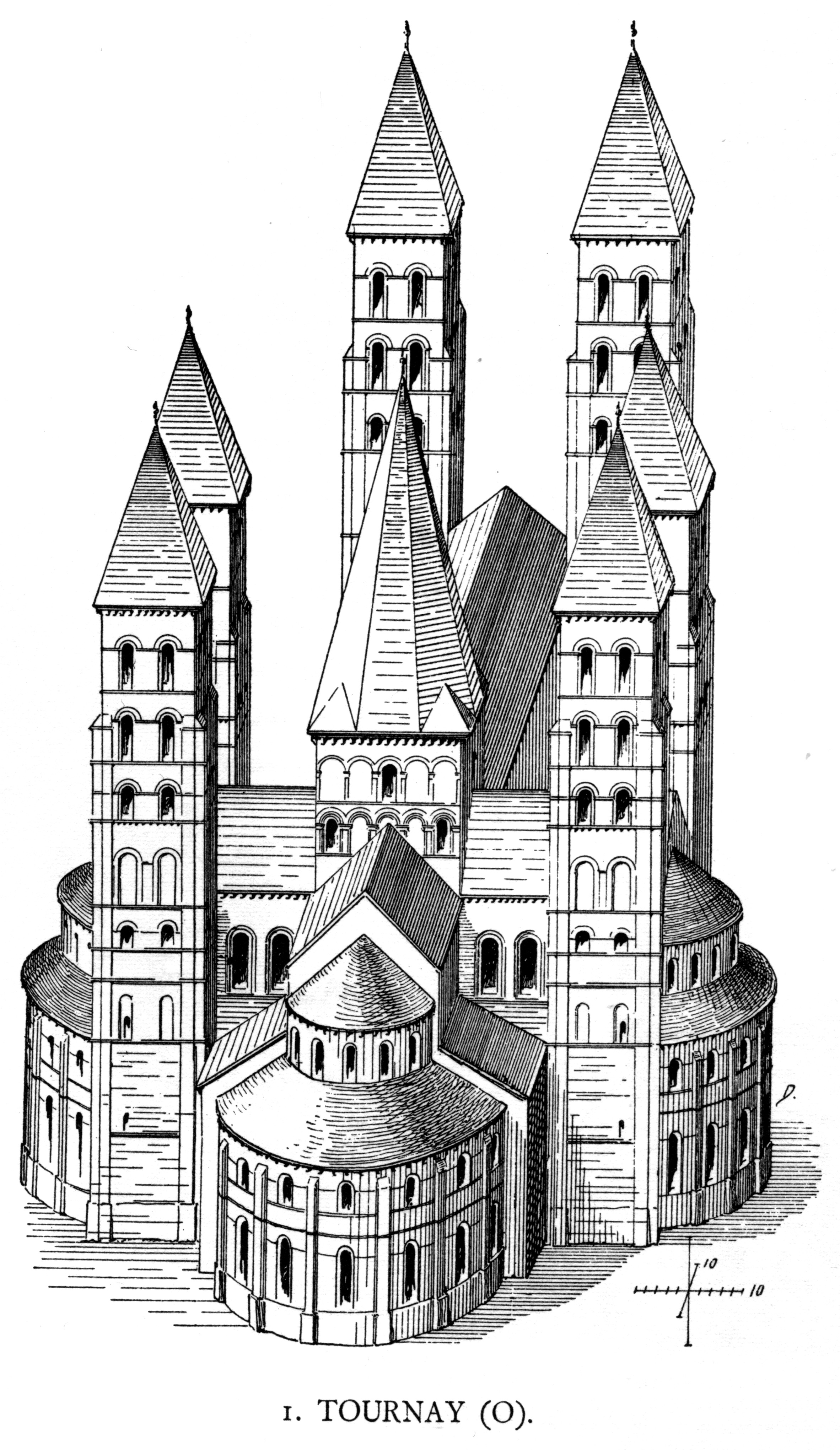
Rekonstruktion mit romanischer Dreikonchenanlage, hinten das nie gebaute Westturmpaar
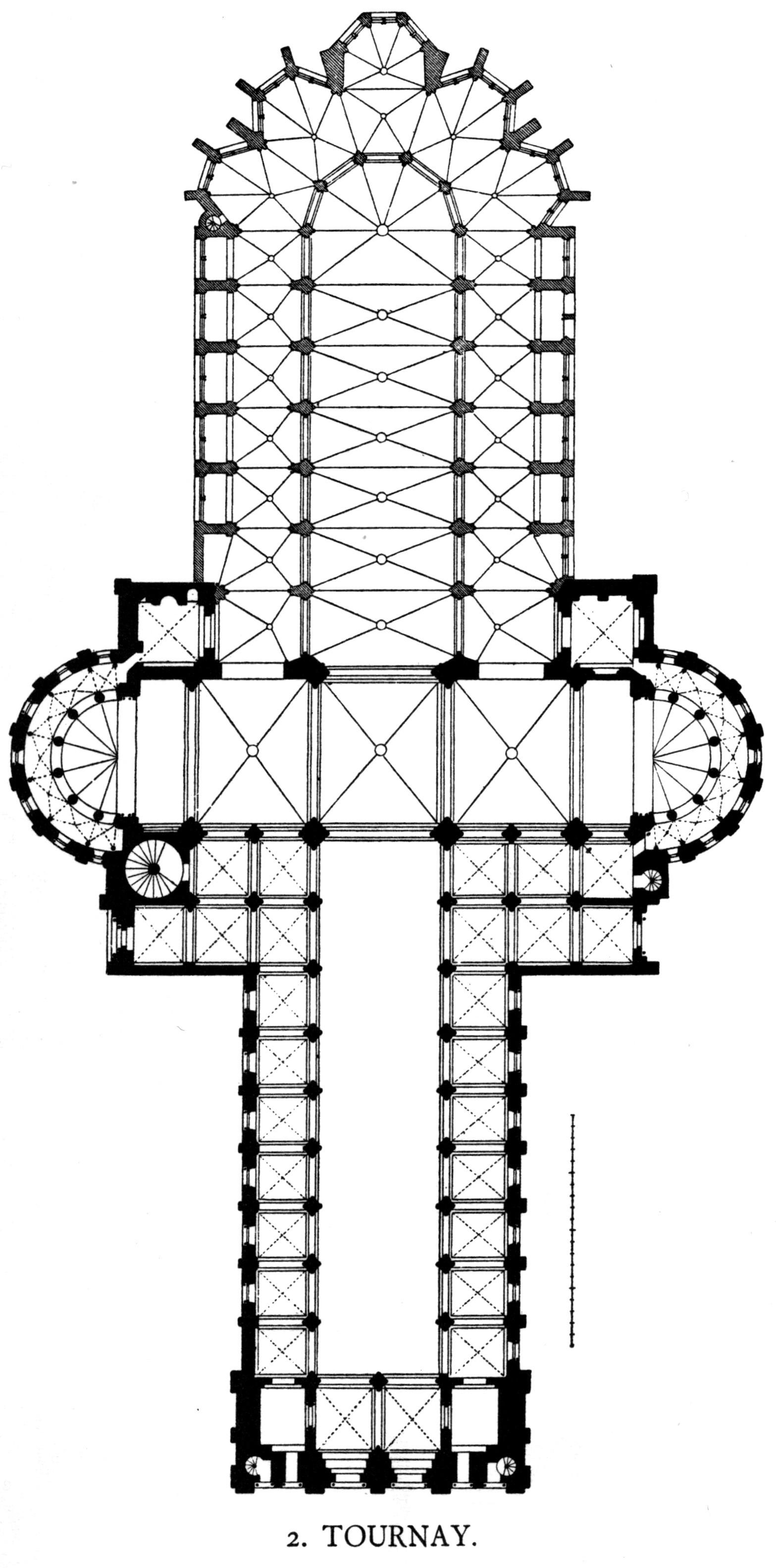
Grundriss
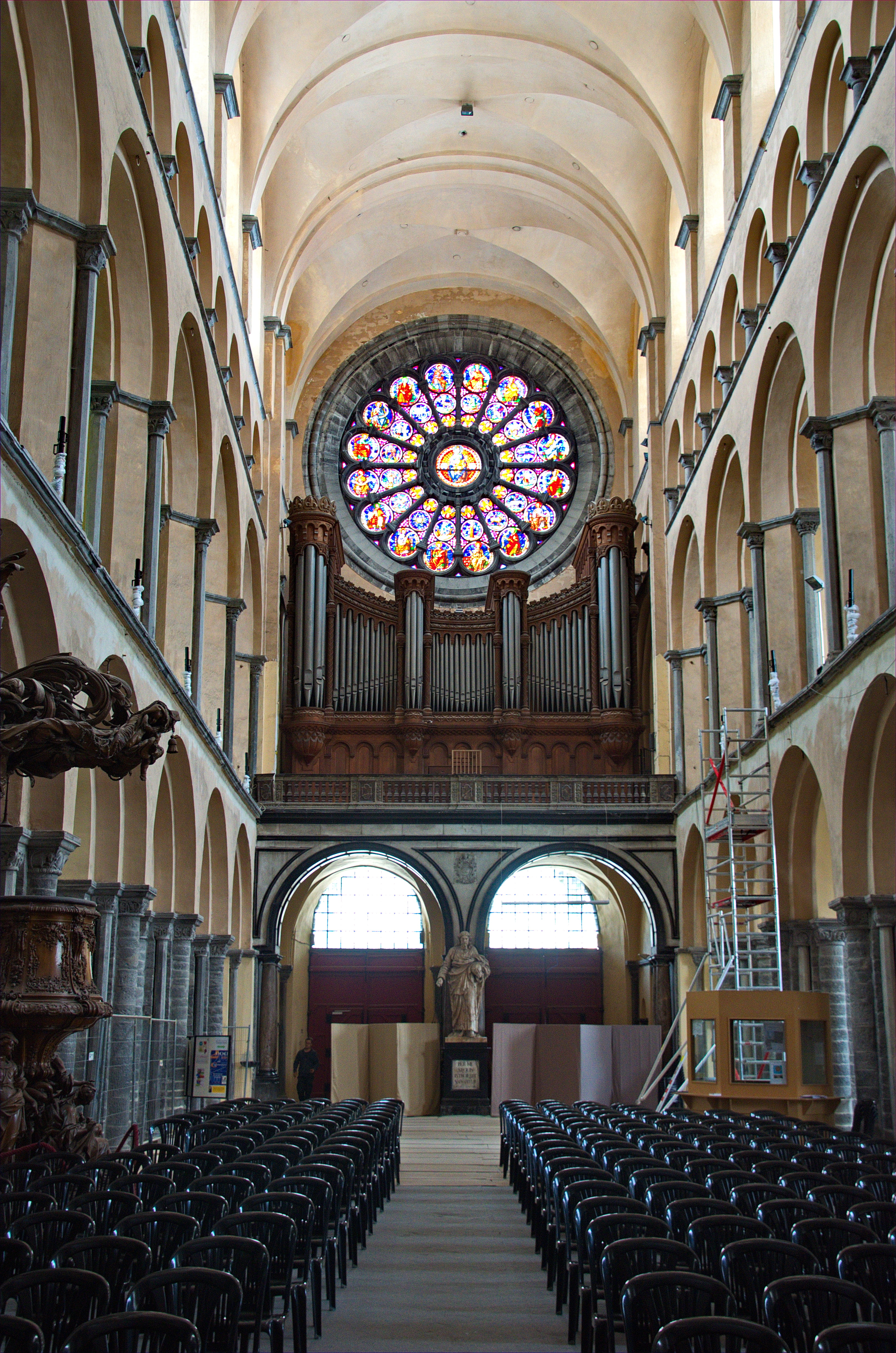
Mittelschiff mit Rosenfenster und Orgelprospekt

## Kunstraub
Bei einem bewaffneten Überfall auf die Kathedrale wurden am 19. Februar 2008 insgesamt 13 Kunstgegenstände entwendet. Es handelt sich dabei um acht Kelche, zwei Bischofsringe und drei Kreuze. Eines dieser Kreuze enthält als Reliquie einen angeblichen Splitter aus dem Kreuz Jesu, stammt aus Byzanz und befand sich seit 1205 in der Kathedrale. Das Kreuz gilt wegen seiner Bekanntheit als unverkäuflich. Der Gesamtwert der Beute wird auf 40 Millionen Euro geschätzt.